# Denitrifikace

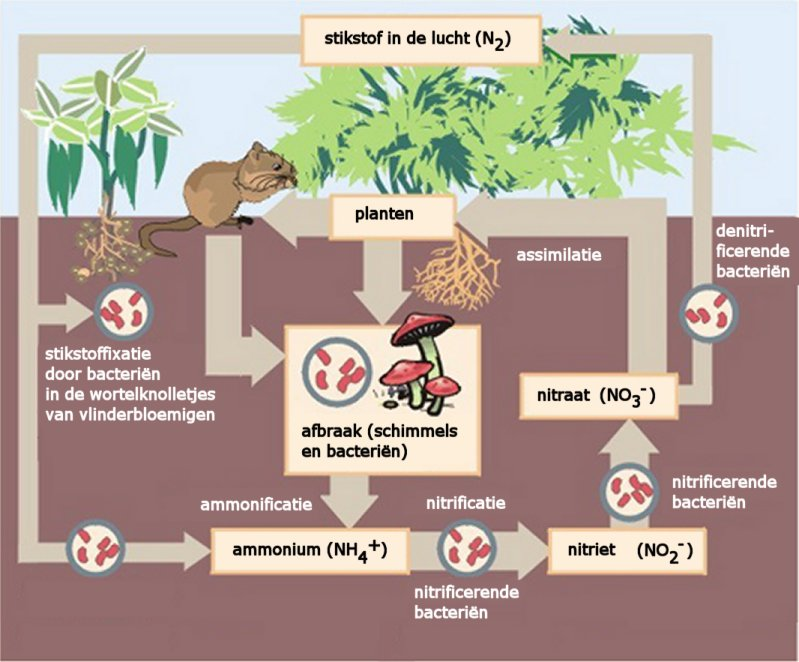
cyklus dusíku v přírodě

Denitrifikace je jeden z procesů v koloběhu dusíku, při němž se mění dusičnany (NO3−)na elementární dusík (N2). Představuje logický protiklad k fixaci dusíku, neboť ta naopak elementární dusík z prostředí odstraňuje.
Probíhá často přes různé meziprodukty, jako v této rovnici:
NO3− → NO2− → NO → N2O → N2
Denitrifikace je proces probíhající v tělech organismů, kde slouží jako zdroj energie. Oxidy dusíku se při ní stávají terminálními akceptory elektronů. Denitrifikace jsou schopny nejen bakterie (zejména pseudomonády jako Pseudomonas stutzeri, Pseudomonas aeruginosa, ale i Paracoccus denitrificans, Ralstonia eutropha, Rhodobacter sphaeroides), ale i mnohá halofilní a hypertermofilní archea a dokonce některé houby. Tento anaerobní proces probíhá zejména v zamokřených půdách s nedostatkem kyslíku (např. rýžová pole), typicky při neutrálním pH (7–7,5) a teplotě půdy ideálně 25–30 °C.[zdroj?] Existuje i chemická denitrifikace, ke které dochází v podloží, ale je zanedbatelná v porovnání s biologickou denitrifikací.[zdroj?]